# Landscape of Life
Landscape of Life è il quarto album degli Osanna, pubblicato dalla Fonit Cetra nel 1974. Il disco fu registrato nellAuditorium Fonit Cetra di Milano (Italia).

## Tracce
Testi, musica e arrangiamenti degli Osanna
Lato A
1. Il castello dell'Es – 8:55
2. Landscape of Life – 6:00
3. Two Boys – 3:43

Lato B
1. Fog in My Mind – 7:45
2. Promised Land – 1:32
3. Fiume/Somehow, Somewhere, Sometime – 8:20

## Musicisti
Il castello dell'Es
- Elio D'Anna - sassofono alto, sassofono tenore, sassofono baritono
- Danilo Rustici - chitarra elettrica, chitarra a dodici corde
- Lino Vairetti - voce, mellotron
- Lello Brandi - basso
- Massimo Guarino - batteria, tamburello

Landscape of Life
- Elio D'Anna - flauto elettrico, sassofono alto
- Danilo Rustici - chitarra elettrica, chitarra a dodici corde, organo, sintetizzatore (A.R.P.)
- Lino Vairetti - voce, chitarra acustica, mellotron
- Lello Brandi - basso, effetti elettronici
- Massimo Guarino - batteria

Two Boys
- Elio D'Anna - flauto, sassofono baritono
- Danilo Rustici - chitarra elettrica
- Lino Vairetti - voce
- Lello Brandi - basso
- Massimo Guarino - batteria, tamburello
- Osanna - cori

Fog in My Mind
- Elio D'Anna - sassofono alto, sassofono tenore
- Danilo Rustici - chitarra elettrica
- Lino Vairetti - voce, organo, harmonium, pedaliera
- Lello Brandi - basso
- Massimo Guarino - batteria, percussioni varie
- Enzo Vallicelli - percussioni
- Osanna - cori

Promised Land
- Elio D'Anna - sassofono alto
- Corrado Rustici - voce, chitarra acustica
- Danilo Rustici - voce
- Lino Vairetti - voce
- Massimo Guarino - percussioni
- Enzo Vallicelli - percussioni

Fiume
- Elio D'Anna - flauto
- Lino Vairetti - voce, chitarra elettrica, chitarra a dodici corde, chitarra slide
- Corrado Rustici - chitarra a dodici corde

Somehow, Somewhere, Sometime
- Danilo Rustici - chitarra elettrica, organo, pedaliera, mellotron
- Lino Vairetti - sintetizzatore A.R.P.
- Lello Brandi - basso
- Massimo Guarino - batteria, timpano, vibrafono, percussioni

## Assistenti di studio e collaboratori
- Plinio Chiesa - tecnico del suono
- Sergio Williams - collaboratore ai testi inglesi
- Giancarlo Jametti - recordista[1][4]